# Settimo catalogo di radiosorgenti di Cambridge

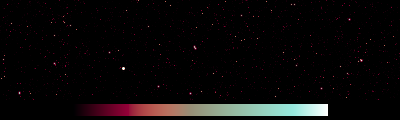
Mappa della Via Lattea rilevata a 151 MHz nella regione 140°—180° di longitudine galattica e -5°—5° di latitudine galattica

Il Settimo catalogo di radiosorgenti di Cambridge fu pubblicato nel 1988 dall'Università di Cambridge.
La redazione di questo catalogo fu curata dal Cavendish Astrophysics Group del laboratorio Cavendish utilizzando il Mullard Radio Astronomy Observatory e il Cambridge Low-Frequency Synthesis Telescope.
Alla pari del VI e VIII catalogo, uscì prima del quinto.